# Aylmer Bourke Lambert
Pour les articles homonymes, voir Bourke (homonymie) et Lambert.
Aylmer Bourke Lambert est un botaniste britannique, né le 2 février 1761 à Bath et mort le 10 janvier 1842.

## Biographie
Il est le fils d’Edmund Lambert et de Bridget née Bourke. Il étudie à St. Mary Hall à Oxford. Il se marie avec Catherine Bowater.
Lambert fonde un herbier de 30 000 spécimens à Boyton. Membre de la Société linnéenne de Londres, il en assure la vice-présidence de 1796 à 1842.
Il est notamment l’auteur de : A Description of the Genus Cinchona (1797), Monograph of the Genus Pincus et de An Illustration of the Genus Cinchona (1821) ainsi que de nombreux articles.